# I Giochi panafricani

Francobollo emesso dal Togo in occasione dei Giochi panafricani del 1965

La Prima edizione dei Giochi panafricani si tenne dal 18 al 25 luglio 1965 a Brazzaville, nel Congo. Vi parteciparono circa 3000 atleti, in rappresentanza di 30 nazioni, che gareggiarono complessivamente in 10 discipline sportive, delle quali solo due prevedevano anche competizioni femminili: atletica leggera e pallacanestro.
I Giochi si tennero quarant'anni dopo che Pierre de Coubertin, il fondatore delle Olimpiadi moderne, aveva proposto di organizzare di una manifestazione multisportiva riservata ai paesi africani che sarebbe dovuta svolgersi ad Algeri nel 1925. Quel tentativo fallì, così come il successivo, quattro anni dopo, ad Alessandria d'Egitto.
L'iniziativa venne ripresa con successo solo con l'arrivo degli anni 1960, quando la maggior parte delle nazioni africane ottenne l'indipendenza. Nel 1959, nella Repubblica Centrafricana, si tennero i "Giochi interafricani", con la partecipazione di atleti provenienti da alcuni paesi africani francofoni; l'anno seguente si svolse in Madagascar la prima edizione dei "Giochi dell'amicizia", con la partecipazione di 800 atleti in rappresentanza di 16 ex colonie francesi. La seconda edizione si tenne nel 1961 in Costa d'Avorio e vi si aggiunsero due paesi anglofoni: la Nigeria e la Liberia. Nel 1963 si tenne in Senegal la terza edizione dei Giochi dell'amicizia, con la partecipazione di 24 paesi francofoni e anglofoni; per la prima volta vi furono anche competizioni femminili. L'anno seguente fu istituito il comitato organizzatore dei Giochi panafricani, ai quali furono invitati tutti gli stati africani indipendenti ad eccezione di Rhodesia e Sudafrica, esclusi per la loro politica di apartheid.
I Giochi furono inaugurati dal presidente congolese Alphonse Massamba-Débat nel corso della cerimonia di apertura svoltasi nello stadio di Brazzaville che, anni dopo, sarebbe stato dedicato alla sua memoria.

## Sports
- Atletica leggera (dettagli)
- Pallacanestro (dettagli)
- Pugilato (dettagli)
- Ciclismo (dettagli)
- Calcio (dettagli)
- Pallamano (dettagli)
- Judo (dettagli)
- Nuoto (dettagli)
- Tennis (dettagli)
- Pallavolo (dettagli)

## Medagliere
| #      | Nazione            | Oro | Argento | Bronzo | Totale |
| ------ | ------------------ | --- | ------- | ------ | ------ |
| 1      | Rep. Araba Unita   | 17  | 10      | 3      | 30     |
| 2      | Nigeria            | 9   | 6       | 4      | 19     |
| 3      | Kenya              | 8   | 11      | 4      | 23     |
| 4      | Senegal            | 6   | 3       | 7      | 16     |
| 5      | Costa d'Avorio     | 5   | 2       | 5      | 12     |
| 6      | Ghana              | 2   | 4       | 6      | 12     |
| 7      | Algeria            | 2   | 3       | 6      | 11     |
| 8      | Mali               | 2   | 1       | 0      | 3      |
| 9      | Tunisia            | 1   | 5       | 6      | 12     |
| 10     | Camerun            | 1   | 2       | 2      | 5      |
| 10     | Rep. del Congo     | 1   | 2       | 2      | 5      |
| 12     | Madagascar         | 0   | 2       | 4      | 6      |
| 13     | Uganda             | 0   | 1       | 4      | 5      |
| 14     | Alto Volta         | 0   | 1       | 2      | 7      |
| 15     | Ciad               | 0   | 0       | 3      | 3      |
| 15     | Gabon              | 0   | 0       | 3      | 3      |
| 17     | Togo               | 0   | 0       | 2      | 2      |
| 18     | Congo-Léopoldville | 0   | 0       | 1      | 1      |
| 18     | Impero d'Etiopia   | 0   | 0       | 1      | 1      |
| 18     | Niger              | 0   | 0       | 1      | 1      |
| 18     | Tanzania           | 0   | 0       | 1      | 1      |
| 18     | Zambia             | 0   | 0       | 1      | 1      |
| Totale | Totale             | 54  | 53      | 67     | 177    |